# Action dépréciée
Une action dépréciée ou "action de valeur" (traduction approximative de l'anglais "value stock") est une action dont le cours est bas par rapport aux critères boursiers habituels (PER, rendement de l'action...).

## Origine de la sous-évaluation
La dépréciation du titre traduit généralement une évolution des cours inférieure à celle de l'indice boursier, souvent imputable à une évolution médiocre, voire défavorable des résultats (bénéfice par action notamment) de la société, amplifiée au niveau du comportement boursier par un simple désintérêt ou une franche aversion des investisseurs s'étant focalisés sur d'autres types d'actions plus en vogue.

## Sous-catégories et objectifs d'investissement
Une action dépréciée peut présenter un attrait pour certains investisseurs dits "value investors" à la recherche d'opportunités de placement bon marché dans une optique à long terme, considérant qu'une phase de redressement des résultats de l'entreprise est envisageable de même qu'une inversion favorable du cycle boursier de l'action. On parle alors d' action en redressement. 
Ces investisseurs de valeur, Warren Buffett, Benjamin Graham, Seth Klarman, Joel Greenblatt, Mohnish Pabrai, Howard Marks, Guy Spier, Walter Schloss et Christopher H. Browne, sont bien connus dans le domaine.
Certaines de ces actions peuvent aussi être considérées intéressantes pour leur rendement (ratio dividende / cours). On parle alors d'action de rendement.

## Positionnement dans l'éventail des types d'actions
Dans l'éventail des profils boursiers des actions, l'opposé est l'action de croissance, ayant réalisé de bien meilleures performances boursières, mais pouvant apparaître de ce fait surévaluée et dont le cycle boursier pourrait à terme devenir défavorable.